# Matthew Lowton
Matthew John Lowton (Chesterfield, 9 juni 1989) is een Engels voetballer die meestal als rechtsback speelt. Hij verruilde Aston Villa in juli 2015 voor Burnley.

## Clubcarrière

### Sheffield United
Lowton speelde in de jeugd bij Leeds United en Sheffield United. In 2008 werd hij uitgeleend aan het kleinere Sheffield. In januari 2009 werd hij uitgeleend aan het Hongaarse Ferencvárosi TC, dat een samenwerkingsverband heeft met Sheffield United. In totaal speelde hij 18 wedstrijden voor de Hongaarse club. Eind maart debuteerde Lowton voor Sheffield United in de Championship tegen het Welshe Cardiff City. Het werd een debuut voor mineur voor Lowton want hij kreeg meteen een rode prent onder zijn neus geduwd. In vijf seizoenen speelde Lowton in totaal 78 wedstrijden voor Sheffield United, waarin hij 10 maal tot scoren kwam.

### Aston Villa
Op 6 juli 2012 tekende Westwood een vierjarig contract bij Aston Villa, dat een bedrag van 3,75 miljoen euro op tafel legde voor hem. Lowton verklaarde dat hij via deze transfer zijn droom om in het Engels voetbalelftal te komen misschien zou kunnen waarmaken. Op 18 augustus 2012 debuteerde hij in de Premier League uit bij West Ham United. Op 25 augustus 2012 debuteerde hij voor eigen publiek tegen Everton. Op 15 september 2012 maakte hij zijn eerste doelpunt voor Aston Villa, tegen Swansea City.

## Erelijst
| Kampioen Championship | 1x | 2015/16 |